# 1796 au Nouveau-Brunswick
Chronologie du Nouveau-Brunswick
- 1792
- 1793
- 1794
- 1795
- 1796
- 1797
- 1798
- 1799
- 1800

Cette page concerne les événements survenus en 1796 dans la province canadienne du Nouveau-Brunswick.

## Événements
- 9 février : ouverture de la troisième session de l'Assemblée législative du Nouveau-Brunswick